# Сибэнергомаш
ООО «Сибэнергомаш» (Барнаульский котельный завод), также известный как Сибэнергомаш-БКЗ — промышленное предприятие в Барнауле, крупнейший производитель котельного оборудования в России. Предприятие Алтайского края изготовит основные элементы линейных ускорителей для Института ядерной физики. Входит в группу компаний «Новаэм».
Завод основан в 1942 году на базе эвакуированного котельного производства Невского машиностроительного завода имени В. И. Ленина.
Предприятие занимается производством паровых котлов и водогрейных котлов для ТЭЦ, тягодутьевых машины для энергетики, химии, нефтехимии, отрасли стройматериалов, пищевой, металлургической отраслей, а также воздушно-гидравлических баллонов, ёмкостей под налив различной вместимости, железнодорожных цистерн.
Производственные мощности «Сибэнергомаш» позволяют выпускать 30-40 котлоагрегатов, 1300—1600 тягодутьевых машин. На заводе имеется лаборатория для проведения аэродинамических, акустических и прочностных испытаний натурных машин и их моделей/
С июня 2014 года предприятие работает в режиме неполной рабочей недели. Основные кредиторы - коммерческие банки. Арбитражный суд Алтайского края ввёл на заводе процедуру наблюдения до апреля 2015 года по иску о банкротстве от банка «Глобэкс». 
Решением Арбитражного суда Алтайского края от 30.04.2015 ОАО «Сибэнергомаш» признано несостоятельным (банкротом) и в отношении него открыто конкурсное производство.

## Кредитные рейтинги
- Рейтинговое агентство АКРА в 2021 году присвоило ООО «Сибэнергомаш» рейтинговую оценку BB(RU) со стабильным прогнозом. В 2022 году рейтинг был подтверждён, в 2023 повышен до BB+(RU), в 2024 до BBB-(RU), в 2025 — BBB(RU)[2].